# Leo Baekeland
Leo Hendrik Baekeland (ur. 14 listopada 1863 w Gandawie, zm. 23 lutego 1944 w Beacon) – belgijski przemysłowiec i wynalazca, mieszkający od 1889 w USA. 
Ukończył z wyróżnieniem technikum w Gandawie i zaczął studia na tamtejszej uczelni. W 1884 obronił doktorat z nauk przyrodniczych. W latach 1886–1889 był profesorem uniwersytetów w Brugii i w Gandawie. W 1889 wyemigrował do Ameryki.  Potem pracował w przemyśle chemicznym, pracował nad utworzeniem The General Bakelit Co. W 1897 otrzymał amerykańskie obywatelstwo.
Wynalazł szereg technologii przemysłowych chemii organicznej, np. produkcji papieru fotograficznego, a w 1909 opatentował swój największy wynalazek – bakelit.
W 1924 był przewodniczącym American Chemical Society. 